# Mudface
Mudface è l'ottavo album in studio del rapper statunitense Redman, pubblicato nel 2015.

## Tracce
1. Dr. Trevis (Intro) (featuring Josh Gannet) – 0:50
2. Wus Really Hood – 1:27
3. Beastin' (MCA) – 2:32
4. Gettin' Inside – 3:19
5. Muddy Island (Skit) – 0:58
6. Nigga Like Me – 2:28
7. Dopeman (featuring StressMatic) – 2:37
8. Let It Go – 3:18
9. Bars – 3:15
10. High 2 Come Down – 3:28
11. Won't Be Fiendin (The Dez Remix) – 3:44
12. Undeniable (featuring Runt Dog & Ready Roc) – 3:16
13. Go Hard – 3:01